# Cyrtocamenta rubra
Cyrtocamenta rubra är en skalbaggsart som beskrevs av Brenske 1897. Cyrtocamenta rubra ingår i släktet Cyrtocamenta och familjen Melolonthidae. Inga underarter finns listade i Catalogue of Life.